# جون تانر (لاعب كريكت)
جون تانر (بالإنجليزية: John Tanner)‏ (1772 - 23 مارس 1858) هو لاعب كريكت بريطاني (وحمل سابقاً جنسية المملكة المتحدة لبريطانيا العظمى وأيرلندا ومملكة بريطانيا العظمى).